# Anthaxia astoreth
Anthaxia astoreth es una especie de escarabajo del género Anthaxia, familia Buprestidae. Fue descrita científicamente por Obenberger en 1934.